# CORBA Component Model
Das CORBA Component Model (CCM) ist ein auf CORBA 3.0 aufsetzendes Komponentenmodell. Die Spezifikation des CCM wurde von der Object Management Group (OMG) veröffentlicht.
Kernpunkt des CCM ist eine Komponente. Dafür führt das CORBA-Komponentenmodell den neuen Metatyp CORBAComponent in CORBA ein. Eine CORBA-Komponente kapselt ihren inneren Aufbau durch Interfaces. Diese Interfaces werden über Ports angeboten. Momentan wird in folgende Portarten unterschieden.

## Portarten
- Event Sink: (Ereigniskonsument) Möglichkeit zum Empfang von Ereignissen
- Event Source: (Ereignisproduzent) Es bietet die Möglichkeit zur Aussendung eines Events (Ereignisses). Arten von Event Sources: Publisher: benachrichtigt mehrere Clients; Emitter: benachrichtigt genau einen Client
- Facet: Facets sind Interfaces, die von der Komponente angeboten werden. Die Interfaces sind voneinander verschieden und benannt
- Receptacle: Über diese Schnittstellen kann eine Komponente auf andere Komponenten zugreifen
- Stream Sink: Empfang von Streams
- Stream Source: Interaktionspunkt zur Übertragung von Streams

Darüber hinaus kann eine Komponente Attribute besitzen. Sie dienen weniger als Zustandsmerkmale, sondern sind vielmehr für Konfigurationszwecke gedacht. Zusätzlich stellt eine CORBA-Komponente ein Komponenteninterface mit grundlegenden Operationen zur Verfügung.
Die Laufzeitumgebung von CORBA-Komponenten ist der Container. In erster Linie verbirgt der Container die Heterogenität der benutzten Hard- und Software.